# Anthroposystème
L'anthroposystème est «un système interactif entre deux ensembles constitués par un (ou des) sociosystème(s) et un (ou des) écosystème(s) naturel(s) et/ou artificialisé(s) s’inscrivant dans un espace géographique donné et évoluant dans le temps» qui permet le jeu des interactions entre ce qui relève des sociétés humaines et ce qui relève des milieux naturels, insistant aussi sur les éléments de différenciation spatiale et historique.